# Oľšavka (Stropkov)
Oľšavka es un municipio del distrito de Stropkov en la región de Prešov, Eslovaquia, con una población estimada a final del año 2024 de 167 habitantes.
Se encuentra ubicado al noreste de la región, cerca del río Ondava (cuenca hidrográfica del río Tisza) y de la frontera con  Polonia.

## Demografía
| Año        | 1994 | 2004    | 2014    | 2024     |
| ---------- | ---- | ------- | ------- | -------- |
| Población  | 258  | 237     | 219     | 167      |
| Diferencia |      | −8,13 % | −7,59 % | −23,74 % |

| Año        | 2023 | 2024    |
| ---------- | ---- | ------- |
| Población  | 176  | 167     |
| Diferencia |      | −5,11 % |